# Stamnodes rufescentus
Stamnodes rufescentus là một loài bướm đêm trong họ Geometridae.